# Louis Blosse
Louis Blosse   (Saint-Pouange, 18 de gener de 1753 - Mayenne, 27 d'octubre de 1793) fou un general de brigada de la Revolució Francesa, que va morir en una batalla durant la Revolta de La Vendée.

## Biografia militar
Va entrar en servei amb les tropes colonials el 15 de setembre de 1770, incorporat al regiment irlandès de Clare el 18 de gener de 1771, va realitzar les campanyes de 1771 i 1772 a l'Índia i va ser destituït 17 de juny de 1775. Es reincorpora al dipòsit de les colònies 17 de juliol després, anà al regiment de Guadalupe l'1 de desembre de 1.778, va ser nomenat lloctinent de caçadors l'abril de 1785 i capità al 109º infanteria el 16 de setembre de 1792 i es troba al capdavant de l'exèrcit de les "Côtes de Brest".
Va ser comandant temporal d'Ancenis quan els representants Merlí, Gillet i Cavaignac el van nomenar ajudant general de batalló en Juliol de 1793. Es va confirmar en aquest grau el 8 d'agost, va sortir de Nantes el dia 26, amb el general Canclaux i va fugir dels rebels vendeans. El 5 de setembre defensa el lloc de Sorinières i resta ferit lleu. El dia 13 va ser atacat pels vendeans al lloc del poble de Le Chêne i els va repel·lir. El dia 17 va participar en el combat Vertou i va ser promogut, el 30 de setembre de 1793, cap de brigada general ajudant.
El 6 d'octubre de 1793, va participar en la lluita Tiffauges i va rebre el 16 d'octubre de 1793, el rang de general de brigada provisional, juntament amb Marceau-Desgraviers. L'endemà, va guanyar amb els seus granaders la batalla de Cholet. Després d'aquesta victòria se li encarrega el 20 d'octubre, que desarmés el marge esquerre a Saint-Florent.
El 27 d'octubre de 1793, a la batalla d'Entrammes, va intentar en va reunir les tropes i, tot i que colpejat per una bala al cap, va voler defensar amb uns quants homes el pont de Château-Gontier i va morir allà amb la majoria dels seus companys.